# Tanzanilepis badia
Tanzanilepis badia är en skalbaggsart som beskrevs av Marc Lacroix 2008. Tanzanilepis badia ingår i släktet Tanzanilepis och familjen Melolonthidae. Inga underarter finns listade i Catalogue of Life.